# أبو الطيب الصعلوكي
أبو الطيب الصعلوكي، سهل بن محمد بن سليمان بن محمد بن سليمان، الصعلوكي، النيسابوري، الفقيه الشافعي، مفتي نيسابور وابن مفتيها أخذ الفقه عن أبيه أبي سهل الصعلوكي، وكان في وقته يقال له "الإمام"، وسمع أباه ومحمد بن يعقوب الأصم وابن مطر وأقرانهم. وكان فقيهاً أديباً متكلماً. وتوفي في المحرم سنة 387هـ. وقيل: إنه توفي أول سنة 402. وقيل توفي في رجب، سنة 404هـ.
والصُعْلُوكي: بضم الصاد المهملة وسكون العين المهملة وضم اللام وسكون الواو وفي آخرها كاف، هذه النسبة إلى صعلوك.

## من أقواله
- من تصدر قبل أوانه، فقد تصدى لهوانه.
- إذا كان رضى الخلق معسورًا لا يدرك، كان رضى الله ميسورًا لا يترك، إنا نحتاج إلى إخوان العشرة لوقت العسرة.[3]